# Agrippina den äldre
Agrippina den äldre (Vipsania Agrippina och även känd som Agrippina Germanici, 'Germanicus Agrippina'), född 14 f.Kr., död 33 e.Kr, var en romersk medborgare. Hon var dotter till Marcus Vipsanius Agrippa och Augustus dotter Julia. Hon var gift med Germanicus – brorson till kejsar Tiberius av denne utsedd till tronföljare – och fick med honom nio barn, inklusive barnen Agrippina den yngre och Caligula.

## Biografi
Agrippinas bröder Lucius och Gaius Caesar var Augustus adoptivsöner och dennes arvtagare fram till deras död år 2 respektive 4. Därefter togs hennes syssling Germanicus år 4 upp som Augustus adoptivson, i samma veva som även Tiberius gjordes till adoptivson. För att knyta än tätare familjeband giftes Agrippina med Germanicus.
Agrippina var modig, självständig och energisk och följde Germanicus på hans olika krigståg till Germanien och Orienten, utan att sky några ansträngningar och medförande sina barn (sex av nio barn överlevde de första åren). År 14 placerades Germanicus i Gallien, som guvernör och general, och under denna tid kom sonen Gaius att få smeknamnet "Lilla soldatstöveln" (Caligula) efter Agrippinas vana att klä ut honom i soldatmundering.
Efter tre år i Gallien återvände familjen till Rom, där Germanicus 26 maj år 17 förlänades ett triumftåg för att hylla hans segrar. Året färpå skickades Germanicus till de östra provinserna, som guvernör. Den syriske guvernören Gnaeus Calpurnius Piso kom i konflikt med honom, och under pågående konflkt avled han av sjukdom 10 oktober år 19 – endast 34 år gammal.
Efter att Germanicus kremerats i Antiokia, transporterade Agrippina hans aska till Rom, där den lades till vila i Augustus mausoleum. Agrippina påstod öppet att hennes make mördats för att Tiberius son Drusus Julius Caesar ('Drusus den yngre') skulle få företräde till tronen. I linje med sin svärfarfar Livia ägnade hon därefter energi för att stödja sina egna söner Nero och Drusus Caesar. Detta placerade henne och hennes söner i strid med praetorianprefekten Sejanus, som år 26 började avrätta dessas supportrar baserat på beskyllningar för förräderi och olämpligt sexuellt beteende. Konflikten kulminerade med att Agrippina och de överlevande barnen år 29 deporterades, Agrippina till ön Pandateria nära Neapel och barnen till ön Pontia. Agrippina dog år 33 av svält. Det är dock inte känt om hon dog av självsvält eller av tvång.

## Familj och eftermäle
Agrippina var en tid ledande dam i julisk-claudiska kejsarhuset.
Hennes ende överlevande son, Caligula, blev år 37 kejsare. Även tre av döttrarna kom att överleva sin mor; Agrippina den yngre blev genom äktenskap med sin farbror Claudius kejsarinna.
Nedslagskratern Agrippina på planeten Venus uppkallad efter henne. Namntilldelningen skedde 1991. Även asteroiden 645 Agrippina är uppkallad efter henne.